# Marek Čech (1976)
Marek Čech (* 8. dubna 1976, Ostrava, Československo) je bývalý český fotbalový brankář. Na klubové úrovni působil mimo ČR na Slovensku, v Rusku a v Indii. V roce 2006 odchytal jeden zápas v dresu české fotbalové reprezentace. V současný době působí jako trenér brankářů v týmu FK Jablonec

## Klubová kariéra
V základní skupině I Evropské ligy 2012/13 byla Sparta Praha přilosována k týmům Olympique Lyon (Francie), Ironi Kirjat Šmona (Izrael) a Athletic Bilbao (Španělsko). Marek Čech nastoupil do posledního zápasu základní skupiny I proti Bilbau 6. prosince 2012 místo Tomáše Vaclíka. Díky remíze 0:0 pražský celek získal ve skupině celkem 9 bodů, postup do jarní části soutěže měl jistý již z minulého kola.
V sezóně 2013/14 slavil se Spartou Praha zisk ligového titulu již ve 27. kole 4. května 2014. Před sezonou 2014/15 se se Spartou nedohodl na prodloužení smlouvy.
Odešel tedy do nově zformované indické ligy Indian Super League, kde byl draftován klubem Delhi Dynamos FC z 5. kola.

## Reprezentační kariéra
Marek Čech odchytal v národním A-týmu České republiky jeden zápas, šlo o domácí přátelské utkání 15. listopadu 2006 s Dánskem (remíza 1:1). V poslední minutě utkání za stavu 0:1 fauloval v pokutovém území samostatně postupujícího Mikkela Thygesena, dostal žlutou kartu a proti ČR byl nařízen pokutový kop. Marek Čech penaltu Dennisi Sørensenovi kryl a reprezentantům ČR se pak v nastaveném čase podařilo Milanem Barošem vyrovnat na konečných 1:1.